# Charly Roncat
Karl "Charly" Roncat (Bregenz, 5 januari 1923 – Feldkirch, 3 augustus 2009) was een Oostenrijks componist, dirigent en trompettist.

## Levensloop
Roncat begon in 1942 zijn opleiding tot "Musikmeister" (muzikale rang) bij het Duitse leger. Vanaf 1946 speelde hij in het orkest van het Landestheater te Bregenz. Hij was ook als muziek- en trompetleraar werkzaam. Een bepaalde tijd had hij ook zijn eigen kleine blaasorkest, de Charly Roncat Band.
Als componist schreef hij werken voor blaas- en accordeonorkest.
Charly Roncat overleed in 2009 op 86-jarige leeftijd.

## Composities

### Werken voor harmonieorkest
- 1988 Esthers Trachtenmarsch
- Brasilia
- Echo vom Fürstensteig
- Eine kleine Solistenparade
- Hoch Liechtenstein
- Te Quiero Maria
- Trompeter's Heimweh, voor trompet en harmonieorkest